# يقود إلى الحرب (فلم 2008)
يقود إلى الحرب (بالإنجليزية: Leading to War) هو فيلم وثائقي أمريكي صدر في عام 2008، يتألف بالكامل من لقطات أرشيفية لتصريحات الرئيس الأمريكي السابق جورج دبليو بوش التي تشرح أسباب الهجوم على العراق في عام 2003. ويسلط الفيلم الضوء على الأجهزة والتقنيات الخطابية التي استخدمتها الحكومة الأمريكية لشن الحرب ضد العراق.
عُرض الفيلم بترتيب زمني بدءًا من خطاب حالة الاتحاد الذي ألقاه بوش في يناير 2002 (خطاب محور الشر)، ويستمر حتى إعلان العمل العسكري الأمريكي الرسمي في العراق في 19 مارس 2003. ويقدم الفيلم مجموعة مختارة من المقابلات والخطب والمؤتمرات الصحفية التي ألقاها بوش وإدارته، بما في ذلك نائب الرئيس ديك تشيني، ووزير الدفاع دونالد رامسفيلد، ووزير الخارجية كولن باول، ومستشارة الأمن القومي كونداليزا رايس، ونائب وزير الدفاع بول ولفويتس. وأيضا رئيس الوزراء البريطاني توني بلير.
تٌرجم الفيلم إلى 19 لغة، منها: الإنجليزية، والفرنسية، والألمانية، والهندية، والإيطالية، واليابانية، والكورية، والبولندية، والبرتغالية، والروسية، والإسبانية، والتايلاندية، والتركية، والفيتنامية.
وتم ترخيص اللقطات في الفيلم من مصادر أخبارية كبرى، منها: أيه بي سي، وأسوشيتد برس، وبي بي سي، وسي إن إن، وآي تي إن، وإن بي سي.

## روابط خارجية
- الموقع الرسمي
- Leading to War  في قاعدة بيانات الأفلام على الإنترنت (بالإنجليزية)